# Hans Buchner
Hans Buchner   (Ravensburg, 26 d'octubre de 1483 (Gregorià) - Constança, 1538 (Gregorià)) va ser un compositor, organista i teòric musical alemany del Renaixement.

## Biografia
Hans Buchner (també Johannes Buchner) era fill de l'organista de Ravensburg Hans Buchner el Vell. En la història de la música és considerat l'estudiant més important de Paul Hofhaimer. Possiblement va estar al servei de l'emperador Maximilià I durant poc temps abans de ser nomenat organista de la catedral a la catedral de Nostra Senyora de Constança el 19 de juny de 1506. En el contracte de serveis que s'ha dictat, s'especificava amb molt detall en quines festes i ocasions s'havia de tocar l'orgue. En aquell moment, Constança era un dels centres de la vida musical a Alemanya, on Buchner també va conèixer Sebastian Virdung i Sixt Dietrich. El manteniment litúrgic de la música al Münster es trobava en un nivell particularment alt; el cor de la catedral estava format per nou ajudants, als quals també pertanyien Virdung i Dietrich, i vuit nens del cor. Heinrich Isaac va romandre a Constança del 1507 al 1508 i va compondre un cicle d'oficis per al cor de la catedral.
El capítol catedralici de la Catedral de Constança va decidir construir un nou orgue cap al 1515 i Buchner va rebre l'encàrrec de negociar amb el constructor d'orgue Hans Schentzer a Estrasburg; va tenir un paper important com a consultor en l'adjudicació del contracte i en la construcció de l'instrument. L'orgue es va acabar el 1521 i tenia uns 31 registres en tres manuals i pedals; en aquell moment era un dels orgues més importants d'Alemanya. Es va dividir en obres: les meitats superior i inferior de cada manual es podien registrar per separat.
Quan es va introduir la reforma a Constança, el bisbe, el capítol catedralici i el clergat van deixar Constança el 1526 i van anar a Meersburg; els serveis del monestir de la catedral de Constança van tenir lloc a l'església parroquial d'Überlingen fins al 1542. Aquí Buchner va continuar les seves funcions d'organista, però va mantenir la seva residència a Constança. El 1529 el compositor va sol·licitar el lloc d'organista a la catedral de Speyer, però no es va concloure cap contracte a causa de les seves elevades exigències econòmiques. El cercle d'amics i coneguts de Hans Buchner incloïa el compositor Ludwig Senfl i Joachim Vadian, humanista i reformador de Sant Gall. Entre els alumnes del compositor hi havia el seu fill Hans Conrad Buchner (1510-1540), posteriorment organista de Münster a Friburg, així com Fridolin Safe, autor d’un llibre de tabulatures d'orgue i l'organista de St. Gallen Melchior Högger. Buchner també era exigent com a expert en orgues: el 1507 fou convidat a Zuric per fer un assaig d'orgue, el 1511 era a Friburg, presumptament per l'orgue de la catedral que hi havia, el 1529 va assessorar el capítol catedralici de Speyer en qüestions d'orgue, i el 1537 va arribar a Heidelberg per fer un assaig d'orgues. S'ha conservat un retrat de Hans Buchner a la Minster de Constança.

## Important
El Fundamentum sive ratio vera de Buchner, que es considera l'escola d'orgue més antiga coneguda, té una història musical excepcional. En ell, la tradició de tocar l'orgue de l'escola Hofhaimer es transmet de manera tan completa com única. Es divideix en tres parts. La primera part tracta sobre l'art de tocar (via ludendi), en què s'introdueixen regles de digitació, s'explica el teclat i s'introdueix l'essència de la tabulatura. La segona part ofereix instruccions per a la in-tabulació, és a dir, per convertir una composició per cantar veus en un moviment per a instruments de teclat. Aquí es descriuen també les diferències en la notació de les parts vocals i les dels teclats, per la qual cosa l'autor mostra un profund sentit de la peculiaritat del moviment de l'orgue. La tercera part proporciona les bases teòriques per a la disposició de corals litúrgics en forma d'organum de diverses parts i, amb les seves regles de contrapunt i disminució, proporciona instruccions elementals per a la composició i la improvisació. Això també inclou la representació exemplar de com es pot trobar una veu de baix per a una veu existent i la descripció de l'ús d'ornaments (colors), que condueix a figures de joc típiques d'orgue, que finalment es resumeixen en forma de taula.
Després d'aquestes tres parts, el Fundamentum conté un total de 120 moviments exemplars de l'ordinari, el propi i l'ofici, així com himnes que representen allò que anteriorment s'ensenyava de manera pràctica a un alt nivell musical. Aproximadament la meitat d'aquestes peces són de tres parts, d'altres de quatre a sis parts. El cant fort i ferm sona com un model estructural alternativament en aguts, tenors o baixos i vaga fugant o en seccions a través de les veus individuals. També es produeixen cànons, passatges estrets, passatges homofònics, repeticions en blocs i formes mixtes corresponents. El joc a pedals també està molt desenvolupat; de tant en tant també hi ha un doble pedal (pedal de dues parts). "En general, la varietat de tipus de moviments i les grans exigències artístiques de les composicions especialment dissenyades per a l'orgue mostren l'alt nivell de l'art de l'orgue sud-alemany al primer quart del segle XVI" (Manfred Schuler a la font MGG).

## Obres
- Fundamentum sive ratio vera, quae docet quemvis cantum planum, sive (ut vocant) choralem redigere ad justas diversarum vocum symphonias, 1a versió amb 120 moviments d'orgue, manuscrita a la Biblioteca de la ciutat de Zuric i a la Biblioteca de la Universitat de Basilea
- Fundamentum, 2a versió amb traducció a l'alemany, amb 50 moviments d'orgue
- 3 tabulacions
- 2 jocs de cançons
- 2 conjunts d'orgue més
- altres in-tabulacions
- 1 joc de cançons de la col·lecció Trium vocum carmina (Nuremberg 1538)